# Казалинконтрада
Казалинконтрада (итал. Casalincontrada) је насеље у Италији у округу Кјети, региону Абруцо.
Према процени из 2011. у насељу је живело 1662 становника. Насеље се налази на надморској висини од 330 м.

## Становништво
Према резултатима пописа становништва 2011. у општини је живело 3.153 становника.
| 1931. | 1936. | 1951. | 1961. | 1971. | 1981. | 1991. | 2001. | 2011. |
| ----- | ----- | ----- | ----- | ----- | ----- | ----- | ----- | ----- |
| 2.618 | 2.752 | 3.045 | 2.699 | 2.362 | 2.510 | 2.726 | 2.942 | 3.153 |